# Hans-Georg von der Marwitz

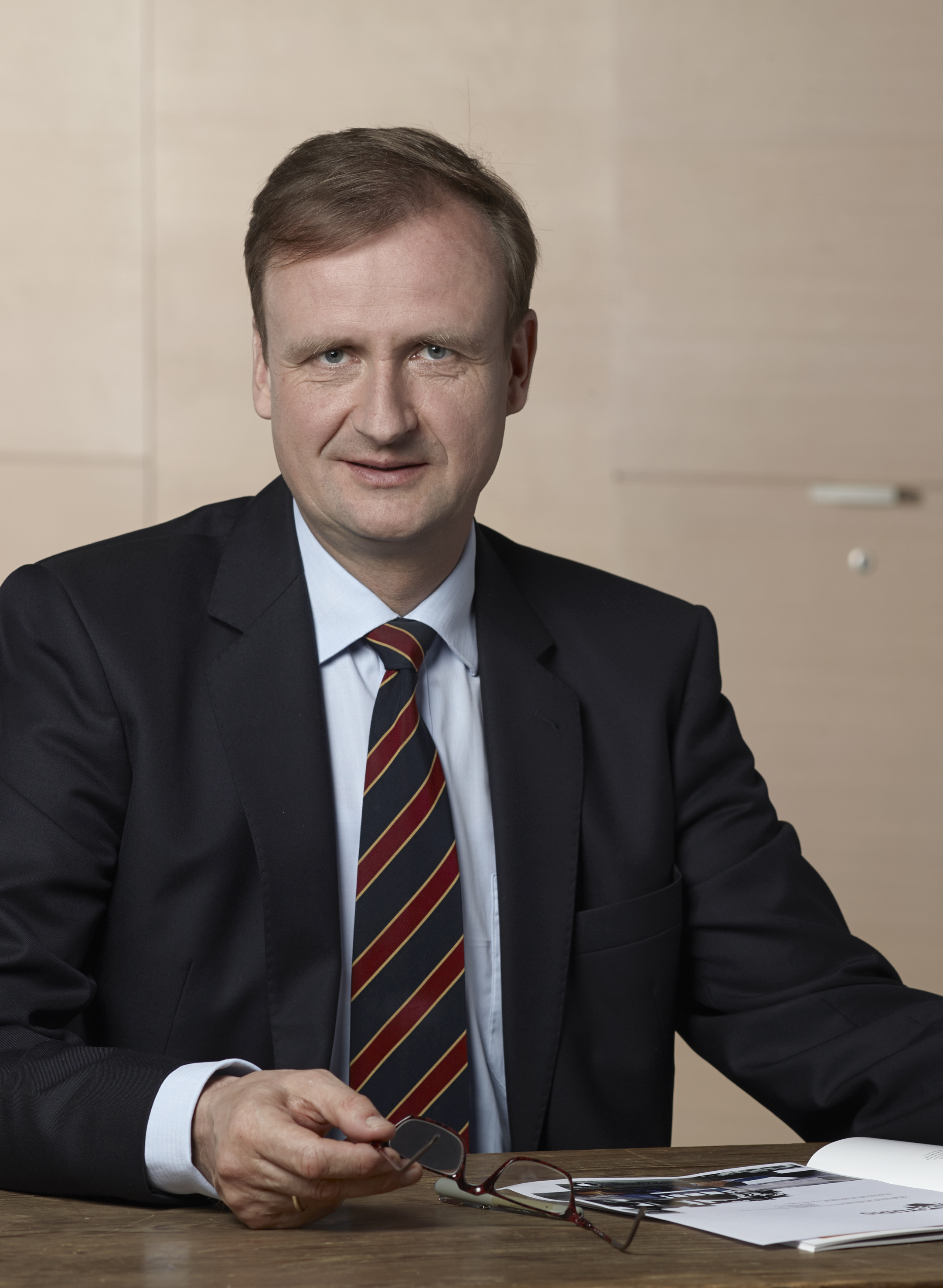
Hans-Georg von der Marwitz (2013)

Hans-Georg von der Marwitz (* 8. April 1961 in Heidelberg) ist ein deutscher Landwirt. Zwischen 2009 und 2021 war er Abgeordneter im Deutschen Bundestag. Von 2019 bis 2021 war er Präsident der Arbeitsgemeinschaft Deutscher Waldbesitzerverbände. 

## Leben
Er entstammt dem neumärkischen Uradelsgeschlecht von der Marwitz. Als Sohn des Pfarrers Friedrich von der Marwitz in Heidelberg geboren, verbrachte er seine Kindheit und Jugend in Aha bei Gunzenhausen (Mittelfranken), in Lauben und in Missen-Wilhams, dem landwirtschaftlichen Familienbetrieb.
1985 schloss er die Ausbildung zum staatlich geprüften Landwirt ab. Es folgten verschiedene Praktika auf Landwirtschaftsbetrieben mit unterschiedlichen Produktionsschwerpunkten in Nordrhein-Westfalen, Niedersachsen, Schleswig-Holstein, Schottland und England. Im November 1986 übernahm Hans-Georg von der Marwitz den bis dahin stillgelegten Landwirtschaftsbetrieb Gut Maienhof seiner Eltern im Allgäu und etablierte dort den Schwerpunkt Gatterwild- und Geflügelhaltung für die Direktvermarktung.
1990 ergab sich die Möglichkeit in brandenburgischen Vierlinden-Friedersdorf, einem der Stammsitze der Familie von der Marwitz, größere Ackerflächen zu pachten und zu kaufen. Seit 1991 ist er in Friedersdorf ansässig. Der Landwirtschaftsbetrieb in Friedersdorf umfasst rund 1.000 ha mit den Anbauschwerpunkten Getreide, Leguminosen, Mais und Ölsaaten, wobei die Flächen nach ökologischen Richtlinien bewirtschaftet werden. Außerdem befinden sich 110 ha Forst in seinem Besitz. Hans-Georg von der Marwitz ist Gesellschafter und Geschäftsführer der Friedersdorfer Ackerbau GbR, der Friedersdorfer Landwirtschafts GmbH, die unter anderem eine Biogasanlage betreibt und landwirtschaftliche Dienstleistungen erbringt, sowie Geschäftsführer der Dorfgut Friedersdorf GmbH & Co KG, die mit einem Regionalladen und einem Restaurant wirtschaftlich aktiv ist. Er nimmt verschiedene Ämter in unterschiedlichen gesellschaftlichen Organisationen wahr. Seit 1989 ist er Mitglied, inzwischen als Kommendator, im Johanniterordens und ist dort im Vorstand der Brandenburgischen Genossenschaft. Hier ist er zuständig für die Jugendarbeit. Daneben ist Hans-Georg von der Marwitz Mitglied des Gemeindekirchenrates der Kirchengemeinde Friedersdorf. Er ist Domherr im Domkapitel von St. Peter und Paul (Brandenburg an der Havel).
Von Januar 2006 bis Oktober 2011 war Hans-Georg von der Marwitz Mitglied der Kirchenleitung der Evangelischen Kirche Berlin-Brandenburg-schlesische Oberlausitz (EKBO). Er war ferner Vorstandsmitglied sowie Schatzmeister im Christlichen Verein Junger Menschen im Kirchenkreis Oderbruch e. V.
Im Januar 2019 folgte Hans-Georg von der Marwitz Philipp Franz zu Guttenberg im Amt des ehrenamtlichen Präsidenten der Arbeitsgemeinschaft Deutscher Waldbesitzerverbände, das er bis Dezember 2021 wahrnahm.
Hans-Georg von der Marwitz ist verheiratet und hat vier Kinder. Er ist evangelischer Konfession.

## Politik

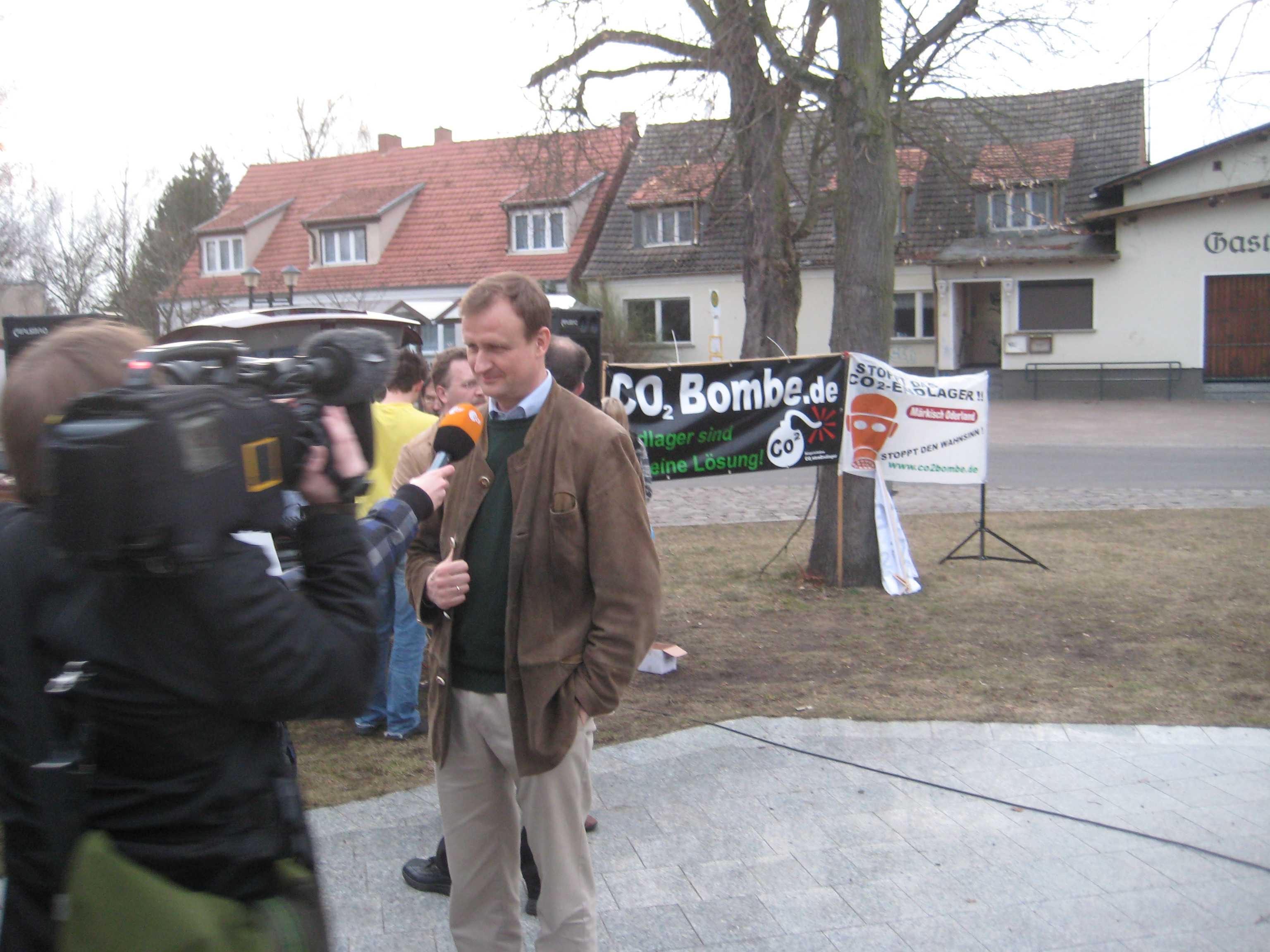
Von der Marwitz auf einer Demonstration gegen CO_{2}-Speicherung

Von 1992 bis 1996 fungierte von der Marwitz als Gründungspräsident des Landeswasserverbandstages Brandenburg e. V. (Potsdam-Michendorf).
Hans-Georg von der Marwitz war von 1993 bis 2003 Mitglied des Gemeinderates Friedersdorf. Seit der Gemeindegebietsreform 2003 ist er Gemeindevertreter in der Gemeinde Vierlinden. Bereits seit 1998 ist er Abgeordneter im Kreistag Märkisch-Oderland und war von September 2008 bis März 2010 Fraktionsvorsitzender der CDU-Fraktion. Seit 2008 ist er Mitglied des CDU-Kreisvorstandes Märkisch-Oderland. Hans-Georg von der Marwitz war für die Bundestagswahl 2009 Direktkandidat der CDU im Bundestagswahlkreis Märkisch-Oderland – Barnim II. Damit trat er gegen Dagmar Enkelmann von den Linken und Ravindra Gujjula von der SPD an. Er unterlag der Kandidatin der Linken, zog aber über die Landesliste Brandenburg in den Deutschen Bundestag ein.
Hans-Georg von der Marwitz war im 19. Deutschen Bundestag Ordentliches Mitglied im Bundestagsausschuss Ernährung und Landwirtschaft, und Stellvertretendes Mitglied im Ausschuss für wirtschaftliche Zusammenarbeit und Entwicklung. Ferner befasste er sich mit Energiepolitik und ist Gegner der CO2-Abscheidung und -Speicherung, in der er einen umwelt- und wirtschaftspolitischen Irrweg sieht. Seine entschiedene Position gegen die Anlage von CO2-Endlagern erneuerte er, nachdem das sogenannte CCS-Gesetz den Vermittlungsausschuss passiert hatte und vom Bundestag bestätigt worden war. Er steht der Fracking-Technologie kritisch gegenüber. Sein Eintreten für eine nachhaltige Energiewende untermauerte er, als er in der namentlichen Abstimmung am 28. Oktober 2010 als einer von vier Abgeordneten der CDU-Bundestagsfraktion gegen die Laufzeitverlängerung von Atomkraftwerken stimmte.
Hans-Georg von der Marwitz war von 2010 bis 2014 Vorsitzender der CDU Märkisch-Oderland. Marwitz war von September 2010 bis November 2018 Ländervorsitzender des Evangelischen Arbeitskreises (EAK) Berlin-Brandenburg.
Zur Bundestagswahl 2013 ist Hans-Georg von der Marwitz erneut für seinen bisherigen Wahlkreis angetreten. Bei der Wahl am 22. September 2013 konnte Marwitz 10,4 % der Erststimmen im Bundestagswahlkreis Märkisch-Oderland – Barnim II hinzugewinnen. Mit einem Erststimmergebnis von insgesamt 34,0 % entschied er den Wahlkreis für sich und zog direkt gewählt in den Deutschen Bundestag ein. Anders als 2009 unterlag nunmehr die Kandidatin der Linken Dagmar Enkelmann, die ein Ergebnis von 32,9 % erlangte.
Bei der Bundestagswahl am 24. September 2017 konnte er das Direktmandat mit 28,4 % der Stimmen erneut gewinnen. Für die Bundestagswahl 2021 konnte er sich bei der parteiinternen Abstimmung als CDU-Kandidat im Wahlkreis „überraschend“ nicht erneut durchsetzen.

## Nebentätigkeiten
In der 19. Legislaturperiode erhielt er (Stand: August 2020) mehr als 2,2 Millionen Euro aus Nebentätigkeiten und lag damit zum Zeitpunkt der Erhebung an zweiter Stelle unter den Spitzenverdienern aus Nebentätigkeiten. Die Gelder gehen auf den Umsatz des landwirtschaftlichen Familienbetriebes des Abgeordneten zurück und umfassen lediglich Einnahmen, ohne Ausgaben gegenzurechnen.